# Ремонтнинская волость
Ремонтнинская волость — административно-территориальная единица (волость) в составе Черноярского уезда Астраханской губернии, с 1918 года — Царицынской губернии, с 1920 года — Калмыцкой АО. Волостное правление — в селе Ремонтное.
По состоянию на 1900 год в состав волости входили сёла Ремонтное, Валуевка и посёлок Кеше. Позднее село Валуевка было выделено в отдельную Валуевскую волость. Волость располагалась на границе с Областью Войска Донского в юго-западной части Черноярского уезда. В границах 1909 года Ремонтнинская волость на востоке граничила с южной частью Малодербетовского улуса, на юге — с Крестовской волостью, на севере — с Валуевской волостью. Согласно топографической карте Астраханской губернии в границах волости располагались населённые пункты — село Ремонтное, посёлок Кеше, хутора Дундукова, Буткова и Самолидова, Малый и Большой Ремонтинские.
На основании совместного постановления ВЦИК и СНК РСФСР 4 ноября 1920 волость передана в состав Калмыцкой АО. В 1921 году включена в состав Ремонтненского уезда.

## Население
Динамика численности населения
| 1900 |
| ---- |
| 7445 |